# Dave Krieg
David Michael Krieg (* 20. Oktober 1958 in Iola, Wisconsin, USA) ist ein ehemaliger American-Football-Spieler auf der Position des Quarterbacks. Er studierte am Milton College und begab sich 1980 als ungedrafteter Spieler in die National Football League (NFL). In 19 Jahren spielte er für sechs verschiedene Teams. Er ist einer der besten Passgeber der Geschichte.

## College
In Milton, einem kleinen privaten College in Wisconsin, begann er seine Footballkarriere als 7. Quarterback auf dem Depth Chart. Als er in seinem ersten Jahr im vierten Spiel schließlich einmal die Möglichkeit zum Spielen bekam, brachte er vier Pässe an den Mann – drei davon waren Touchdowns. Von da an war er für den Rest seiner Collegekarriere Stammspieler.

## Profikarriere
Krieg ist einer der besten Passgeber in der Geschichte der NFL – er ist unter den Top 15 in den meisten Pass-Kategorien.
In 19 Jahren spielte Krieg in 213 Spielen, komplettierte 58,5 % seiner Pässe für insgesamt 38,147 Yards und 261 Touchdowns. Außerdem erlief er bei 417 Versuchen 1,261 Yards und 13 Touchdowns.
In zwölf Play-off-Spielen erreichte er eine Quote von 51,1 % erfolgreichen Pässen bei 1,895 Yards und elf Touchdowns.
Krieg wurde 1980 von den Seahawks als ungedrafteter Spieler verpflichtet. Mitte der Saison 1983 ersetzte er den Quarterback Jim Zorn als Starting-Quarterback. Krieg konnte die Seahawks zu neun Siegen führen, wodurch die Seahawks erstmals an den Play-offs teilnahmen. Die Saison 1984 war Kriegs statistisch beste, da er in dieser 3.671 Yards 32 Touchdowns warf, In der Saison 1988 verletzte er sich früh an der Schulter. Während seiner Abwesenheit konnten die Seahawks nicht erfolgreich spielen. Nachdem er zurückgekehrt war, führte er die Seahawks zu ihrem ersten AFC-West-Titel. Nachdem die Seahawks in der Saison 1990 nicht die Play-offs erreichten entließen sie ihn als Free Agent. Er wurde daraufhin von den Kansas City Chiefs verpflichtet.
Nach den Chiefs spielte er noch bei vier weiteren Teams.